# Liste der portugiesischen Botschafter in der Elfenbeinküste
Die Liste der portugiesischen Botschafter in der Elfenbeinküste listet die Botschafter der Republik Portugal in der Elfenbeinküste auf. Die beiden Staaten unterhalten seit 1975 diplomatische Beziehungen.
Portugal eröffnete seine Botschaft in der ivorischen Hauptstadt Abidjan 1989 und schloss sie 2001 wieder. Seither ist der portugiesische Vertreter in der senegalesischen Hauptstadt Dakar für die Elfenbeinküste zuständig.

## Missionschefs
| Name                                | Bild     | Amtszeit                           | Anmerkungen                                                                                          |
| Portugal                            | Portugal | Portugal                           | Portugal                                                                                             |
| ----------------------------------- | -------- | ---------------------------------- | --- |
| Luís Nuno da Veiga Meneses Cordeiro |          | 23. November 1989 –15. August 1994 | Erster Botschafter Portugals an der Elfenbeinküste                                                   |
| Manuel Barreiros Martins            |          | 9. September 1994 –4. April 1999   | |
| Francisco Manuel Henriques da Silva |          | 26. Mai 1999 –22. April 2001       | bereits seit dem 15. Mai 1999 Leiter der Botschaft; vorerst letzter Botschafter Portugals in Abidjan |